# Tim Schenken
Timothy "Tim" Theodore Schenken (Sydney, 1943. szeptember 26. –) ausztrál autóversenyző, volt Formula–1-es pilóta.

## Pályafutása
Sikeres junior versenyző volt. 1971-ben Graham Hill mellé igazolta le a Brabham, az év nagy részében azonban jobban szerepelt, mint az egykori világbajnok. Legjobb eredménye, az osztrák nagydíjon elért harmadik helyezés volt. 1972-ben a Surtees-hoz szerződött. Egy év kihagyás után, 1974-ben a Trojan csapattal tért vissza, de nem sok sikerrel, ezért inkább a sportkocsiversenyeken indult. 1977-ben vonult vissza. Versenyzőtársával, Howden Ganleyvel megalapította a Tiga Race Cars nevű cégek, amely versenyautókat gyártásával foglalkozott.

## Teljes Formula–1-es eredménysorozata
(Táblázat értelmezése)

(Félkövér: pole-pozícióból indult; dőlt: leggyorsabb kört futott) 

| Év   | Csapat                     | 1     | 2      | 3      | 4      | 5      | 6      | 7      | 8      | 9      | 10     | 11     | 12     | 13     | 14     | 15      | Helyezés | Pont |
| ---- | -------------------------- | ----- | ------ | ------ | ------ | ------ | ------ | ------ | ------ | ------ | ------ | ------ | ------ | ------ | ------ | ------- | -------- | ---- |
| 1970 | Frank Williams Racing Cars | RSA   | ESP    | MON    | BEL    | NED    | FRA    | GBR    | GER    | AUT Ki | ITA Ki | CAN -  | USA Ki | MEX    |        |         | -        | 0    |
| 1971 | Motor Racing Developments  | RSA   | ESP 9  | MON 10 | NED Ki | FRA 12 | GBR 12 | GER 6  | AUT 3  | ITA Ki | CAN Ki | USA Ki |        |        |        |         | 14.      | 5    |
| 1972 | Team Surtees               | ARG 5 | RSA Ki | ESP 8  | MON Ki | BEL Ki | FRA 17 | GBR Ki | GER 14 | AUT 11 | ITA Ki | CAN 7  | USA Ki |        |        |         | 19.      | 2    |
| 1973 | Frank Williams Racing Cars | ARG   | BRA    | RSA    | ESP    | BEL    | MON    | SWE    | FRA    | GBR    | NED    | GER    | AUT    | ITA    | CAN 14 | USA     | -        | 0    |
| 1974 | Trojan-Tauranac Racing     | ARG   | BRA    | RSA    | ESP 14 | BEL 10 | MON Ki | SWE    | NED NK | FRA    | GBR Ki | GER NK | AUT 10 | ITA Ki | CAN    |         | -        | 0    |
| 1974 | John Player Team Lotus     |       |        |        |        |        |        |        |        |        |        |        |        |        |        | USA Kiz | -        | 0    |

## Fordítás
- Ez a szócikk részben vagy egészben  a   Tim Schenken című angol Wikipédia-szócikk fordításán alapul.  Az eredeti cikk szerkesztőit annak laptörténete sorolja fel. Ez a jelzés csupán a megfogalmazás eredetét és a szerzői jogokat jelzi, nem szolgál a cikkben szereplő információk forrásmegjelöléseként.

## Külső hivatkozások
- Életrajza a grandprix.com-on